# James Cahill
James Cahill (n. 27 decembrie 1995, Blackpool, Anglia, Regatul Unit) este un jucător englez de snooker. 
El este fiul Mariei Cahill (născută Tart), o fostă jucătoare de top a anilor '80 si '90 în sport. Este de asemeni și nepotul legendei Stephen Hendry.
În 2019, Cahill a devenit primul jucător amator care a ajuns pe tabloul principal al Campionatului Mondial de când competiția se desfășoară la Teatrul Crucible, iar în primul tur al turneului a reușit marea surpriză învingându-l pe Ronnie O'Sullivan.